# 满井镇 (仁寿县)
满井镇，是中华人民共和国四川省眉山市仁寿县下辖的一个乡镇级行政单位。2019年12月，撤销兆嘉乡，将其所属行政区域划归满井镇管辖。满井镇杜家社区所属行政区域划归普宁街道管辖。

## 行政区划
满井镇下辖以下地区：
龙泉社区、朝阳村、金塘村、杜家村、半山村、广桥村、云井村、石碑村、胜利村、福桥村、战斗村、五福村和友好村。
2019年12月调整后，满井镇辖原兆嘉乡和龙泉社区、金塘社区、广桥社区、石碑村、福桥村、胜利村、战斗村、五福村、友好村、朝阳村、半山村、云井村所属行政区域